# Aikalanjärvi
Aikalanjärvi är en sjö i kommunen Kauhajoki i landskapet Södra Österbotten i Finland. Arean är 9 hektar och strandlinjen är 1,68 kilometer lång. Sjön  ingår i Lappfjärds å huvudavrinningsområde.   Den ligger omkring 69 kilometer sydväst om Seinäjoki och omkring 280 kilometer nordväst om Helsingfors. 